# AP 統計学
AP 統計学（アドバンスト・プレイスメント統計学、AP Statsとも呼ばれる）は、アメリカ合衆国カレッジボードのアドバンスト・プレイスメント・プログラムを通じて提供されている大学レベルの高校統計学コースである。
このコースは微積分を使わない大学統計学入門コースで、通常高校2年生、3年生、4年生を対象に開講されている。
AP統計学は1996年5月に初めて実施され、AP微積分ABとBCの数学科目を補完するものである。米国でのAP 統計学クラスへの登録は他のどの AP クラスよりも高い。
学生は、通常5月に実施される3時間の試験に合格することで大学の単位または上位レベルのコースへの編入が認められる。試験は多肢選択式と自由記述式で構成され、いずれも試験時間は90分である。

## 歴史
AP 統計学は1997年5月、教育試験サービスとともにカレッジ・ボードが最初のAP統計学試験を実施し、1996-1997年度に初めて生徒に教えられた。それ以前は、APプログラムで提供される数学コースは、AP微積分ABとBCだけであった。しかし数学が大学レベルではない生徒にとってAP微積分プログラムは難しすぎた為、4年次に履修を辞退する学生が増加した。大学で統計学を履修する学生の数は、微積分を履修する学生の数とほぼ同数であるため、カレッジボードはAPプログラムに統計学入門コースを追加することを決定した。その結果APプログラムの数学はより多くの高校生にとって利用しやすいものとなった。第1回目の実施では合計7,667人の生徒がAP試験を受験し、初年度のAP試験受験者数としては最多となった。その後、受験者数は急速に増加し、2007年には98,033人となり、AP試験の中で最も人気のある10科目のひとつとなった。

## コース
通常このコースは3年生または4年生で履修し、微積分のコースの前かそれと同時に履修する。
AP統計テスト開発委員会は6名の委員で構成されカリキュラムの開発をしている。カレッジ・ボードによって任命されたこの委員会メンバーは、大学の統計学教員3名と高校の統計学教員3名で構成され、通常任期は3年である。

### カリキュラム
コースは数学の計算を目的とするのではなく、学生の概念的な理解と解釈を重視していて、カリキュラムは4つの基本テーマで構成されている。最初のテーマはデータの探索で、試験の20～30％を占める。一変量、二変量、分類データを含むデータの分布を分析するために、グラフや数値のテクニックを使うことが求められる。２つ目のテーマは研究の計画と実施で、試験の10～15％を占める。学生は、サンプリングや実験によるデータ収集の様々な方法とその結果から導き出される結論の種類について認識していなければならない。3つ目のテーマは確率とデータの分布におけるパターンを予測する。このテーマは試験の20～30％を占める。試験の30～40％を占める第4のテーマは、点推定、信頼区間、有意差検定を用いた統計的推論である。

## 試験
コースのカリキュラムとともに試験もAP統計学試験開発委員会によって開発され、委員会は他の大学教授の協力を得て膨大な数の問題を作成し、統計学を履修している大学生を対象に事前テストを行う。その後、テストは適度な難易度とわかりやすさに改良され、教育試験サービス（Educational Testing Service）によって試験の印刷と実施が行われる。

### 構造

学生には、このヒストグラムのようなグラフを解釈し、中心、広がり、形状、外れ値、集団、ギャップなどの特徴を分析できることが期待される。

試験は毎年5月に実施され,記述統計、確率統計、推測統計に関する一般的な統計公式のリストが提供される。さらに、正規分布、スチューデントのt分布、カイ二乗分布の表も提供される。また、学生は統計機能を備えたグラフ計算機を使用することが求められる。試験時間は3時間で多肢選択式と自由記述式の2つのセクションをそれぞれ90分で解答し、多肢選択問題は40問でそれぞれ5つの解答が用意されている。自由記述問題では、6つの自由形式問題が出題される。　通常、最初の5問は解答に12分、6問目は調査課題で約25分を要する。

### 成績
多肢選択問題セクションは試験終了後すぐにコンピューターで採点され、正解1問につき1点が与えられる。以前は未解答の問題は減点対象となったが現在はなくなった。
自由記述欄の解答は、指定された場所に集められた高校や大学の統計学教員を含む試験官によって6月上旬に審査され、 試験官は事前に作成した採点基準を使って解答を評価する。通常は1回の試験で1問のみを採点し、各問題は0点から4点の間で採点され、4点が最も完全な回答を意味する。採点では解答の明確さと表現力が重視される。
総合得点の算出にあたっては1点から5点の5段階で評価され、5点が最高得点となる。

### 成績分布
| 得点        | 2001   | 2002   | 2003   | 2004   | 2005   | 2006   | 2007   | 2008    | 2009    | 2010    | 2011    | 2012    | 2013    | 2014    | 2015    | 2016    | 2017    | 2018    | 2019    | 2020    | 2021    | 2022    | 2023     |
| ----------- | ------ | ------ | ------ | ------ | ------ | ------ | ------ | ------- | ------- | ------- | ------- | ------- | ------- | ------- | ------- | ------- | ------- | ------- | ------- | ------- | ------- | ------- | -------- |
| 5           | 11.5%  | 11.2%  | 13.2%  | 12.6%  | 12.6%  | 12.6%  | 11.9%  | 12.9%   | 12.3%   | 12.8%   | 12.4%   | 12.6%   | 12.2%   | 14.3%   | 13.2%   | 13.9%   | 13.3%   | 14.6%   | 14.5%   | 16.2%   | 16.0%   | 14.3%   | 15%      |
| 4           | 23.4%  | 21.8%  | 22.3%  | 22.4%  | 22.8%  | 22.2%  | 21.5%  | 22.7%   | 22.3%   | 22.4%   | 21.4%   | 20.2%   | 20.9%   | 20.9%   | 18.9%   | 21.7%   | 15.5%   | 21.2%   | 18.0%   | 20.7%   | 20.0%   | 22.1%   | 22%      |
| 3           | 24.9%  | 23.9%  | 26.4%  | 24.8%  | 25.3%  | 25.3%  | 25.4%  | 23.7%   | 24.2%   | 23.5%   | 25.0%   | 25.0%   | 25.7%   | 24.5%   | 25.2%   | 24.7%   | 25.0%   | 24.9%   | 26.7%   | 23.1%   | 22.0%   | 23.5%   | 23%      |
| 2           | 19.1%  | 19.2%  | 19.5%  | 19.8%  | 19.2%  | 18.3%  | 17.1%  | 18.8%   | 19.1%   | 18.2%   | 17.6%   | 18.8%   | 18.1%   | 17.8%   | 18.9%   | 15.7%   | 20.4%   | 15.9%   | 19.7%   | 21.7%   | 17.0%   | 16.7%   | 16%      |
| 1           | 21.1%  | 23.9%  | 18.6%  | 18.1%  | 20.1%  | 21.6%  | 24.1%  | 21.8%   | 22.2%   | 23.1%   | 23.5%   | 23.4%   | 23.1%   | 22.6%   | 23.8%   | 24.0%   | 25.8%   | 23.4%   | 21.1%   | 18.3%   | 25.0%   | 23.4%   | 24%      |
| 3以上の割合 | 59.8%  | 56.9%  | 61.9%  | 59.8%  | 60.7%  | 60.1%  | 58.8%  | 59.3%   | 58.8%   | 58.7%   | 58.5%   | 57.8%   | 58.8%   | 59.7%   | 57.3%   | 60.3%   | 53.8%   | 60.6%   | 59.2%   | 60.0%   | 58.0%   | 59.9%   | 60%      |
| 平均        | 2.85   | 2.77   | 2.92   | 2.85   | 2.89   | 2.86   | 2.80   | 2.86    | 2.84    | 2.84    | 2.80    | 2.80    | 2.81    | 2.87    | 2.79    | 2.86    | 2.70    | 2.87    | 2.85    | 2.95    | 2.85    | 2.87    | 2.88     |
| 標準偏差    | 1.31   | 1.33   | 1.30   | 1.28   | 1.31   | 1.32   | 1.34   | 1.34    | 1.33    | 1.35    | 1.34    | 1.34    | 1.33    | 1.36    | 1.35    | 1.37    | 1.35    | 1.36    | 1.33    | 1.34    | 1.41    | 1.37    |          |
| 受験者数    | 41,034 | 49,824 | 58,230 | 65,878 | 76,786 | 88,237 | 98,033 | 108,284 | 116,876 | 129,899 | 142,910 | 152,750 | 169,508 | 184,173 | 195,526 | 206,563 | 215,840 | 222,501 | 219,392 | 187,741 | 183,181 | 216,968 | ~245,000 |

## 他の文献
- Berger, Jack J.; The Staff of Research and Education Association (1997). AP Statistics: The Best Test Preparation for the Advanced Placement Exam. Research & Education Association. ISBN 0-87891-082-4 2009年7月30日閲覧。
- Hinders, Duane C. (2007). 5 Steps to a 5 AP Statistics, 2008–2009 Edition. McGraw-Hill Professional. ISBN 978-0-07-148856-3 2009年7月30日閲覧。
- “Statistics: Course Description”. AP Central.  College Board (2009年5月). 2009年8月3日閲覧。
- Mulekar, Madhuri S.; Princeton Review (2004). Cracking the AP Statistics Exam: 2004–2005. The Princeton Review. ISBN 0-375-76390-2 2009年7月31日閲覧。
- Simmons, Bruce; Bland, Mary Jean; Wojciechowski, Barbara (2009). Kaplan AP Statistics 2009. Kaplan Publishing. ISBN 978-1-4195-5246-5 2009年7月30日閲覧。